# Belknap
Belknap és una població dels Estats Units a l'estat d'Illinois. Segons el cens del 2000 tenia 133 habitants.

## Demografia
Segons el cens del 2000, Belknap tenia 133 habitants, 51 habitatges, i 32 famílies. La densitat de població era de 49,9 habitants/km².
Dels 51 habitatges en un 41,2% hi vivien nens de menys de 18 anys, en un 58,8% hi vivien parelles casades, en un 5,9% dones solteres, i en un 35,3% no eren unitats familiars. En el 35,3% dels habitatges hi vivien persones soles el 15,7% de les quals corresponia a persones de 65 anys o més que vivien soles. El nombre mitjà de persones vivint en cada habitatge era de 2,61 i el nombre mitjà de persones que vivien en cada família era de 3,45.
Per edats la població es repartia de la següent manera: un 29,3% tenia menys de 18 anys, un 7,5% entre 18 i 24, un 32,3% entre 25 i 44, un 17,3% de 45 a 60 i un 13,5% 65 anys o més.
L'edat mediana era de 32 anys. Per cada 100 dones de 18 o més anys hi havia 84,3 homes.
La renda mediana per habitatge era de 25.625 $ i la renda mediana per família de 31.250 $. Els homes tenien una renda mediana de 28.750 $ mentre que les dones 12.250 $. La renda per capita de la població era de 13.319 $. Aproximadament el 6,1% de les famílies i el 13,2% de la població estaven per davall del llindar de pobresa.

## Poblacions properes
El següent diagrama mostra les poblacions més properes.